# Parafia Bożego Ciała w Orłowie
Parafia Bożego Ciała w Orłowie – parafia rzymskokatolicka z siedzibą w Orłowie, należąca do dekanatu Piątek diecezji łowickiej. Erygowana w 1424. Mieści się pod numerem 7. Duszpasterstwo w niej prowadzą księża diecezjalni.

## Zasięg parafii
Do parafii należą wierni z miejscowości: Czarnów, Dąbrówka, Garbów, Gruszkowizna, Jaroszówka, Konstantynów, Mateuszew, Mirosławice, Orłów Kolonia, Orłów Parcel, Potok, Waliszew, Załusin, Żeronice Działki, Żeronice Parcel i Żeronice Wieś.